# 구니 아사아키라

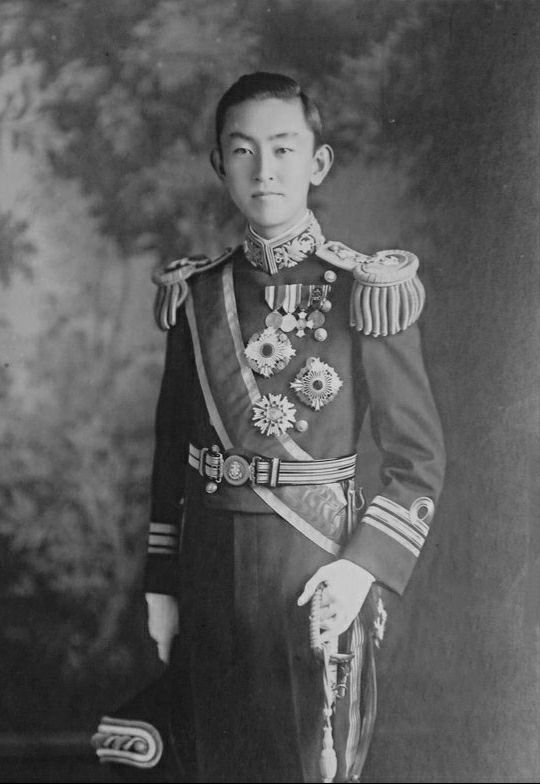
구니노미야 아사아키라 왕

구니 아사아키라(일본어: 久邇朝融, 1901년 2월 2일 ~ 1959년 12월 7일)는 일본의 옛 황족이다. 황족 시절의 이름은 구니노미야 아사아키라 왕(久邇宮朝融王)으로 불렸다. 고준 황후의 오빠이며 쇼와 천황은 매제에 해당한다. 아키히토에게는 외백부가 된다.
| 전임 구니노미야 구니요시 왕 | 제3대 구니노미야 당주 1929년 ~ 1947년 | 후임 신적강하 |